# 川端崇義
川端 崇義（かわばた たかよし、1985年2月4日 - ）は、静岡県焼津市出身の元プロ野球選手（外野手）・コーチ。右投右打。

## 経歴

### プロ入り前
小学3年生の時から野球をスタート。同郷の同級生である牧田和久と増井浩俊（いずれも投手）とは、後にオリックスの外野手として、パシフィック・リーグ（パ・リーグ）の公式戦で相まみえている
。
東海大学第一中学校（現在の東海大学付属静岡翔洋中学校）時代は「1番・捕手」で、3年時に全国大会ベスト8を経験。東海大相模高校への進学後は、4番打者を任された。3年夏の神奈川大会で決勝まで進んだが、在学中には春夏ともに、甲子園に出場できなかった。ちなみに、当時の同級生であった原拓也とは、後にオリックスでもチームメイトになっている。
高校卒業後に国際武道大学へ進学すると、千葉県大学野球リーグで、2・3年秋に首位打者を獲得。リーグのベストナインに4回選ばれたほか、大学選手権では本塁打も放つ。4年時には、大学日本代表として、第35回日米大学野球選手権大会と第3回世界大学野球選手権大会にも出場している。
大学卒業後に入社したJR東日本では、1年目の2007年春から外野レギュラーの一角を確保。2年目の2008年には、第35回社会人野球日本選手権大会の優秀選手や、社会人ベストナインに選ばれた。5年目の2011年には、第82回都市対抗野球大会での優勝を経験したほか、第39回IBAFワールドカップ日本代表にも選ばれた。在籍中のチームメイトに、十亀剣・縞田拓弥・吉田一将・戸田亮などがいる。
2011年のNPBドラフト会議で、オリックス・バファローズから8巡目で指名。契約金2000万円、年俸800万円（金額は推定）という条件で入団した。この会議では、十亀が埼玉西武ライオンズから1巡目、縞田がオリックスから2巡目で指名。縞田とは、オリックスでもチームメイトになった。ちなみに、オリックスでは翌年以降も、JR東日本から戸田（2013年）・吉田（2014年）・西野真弘（2015年）を相次いで入団させている。

### プロ入り後
2012年、新人選手から投手の海田智行と共に開幕一軍入りを果たすと、3月30日に福岡ソフトバンクホークスとの開幕戦（福岡Yahoo! JAPANドーム）8回裏から、右翼手として一軍デビュー。このカードを終えた後にいったん出場選手登録を抹消された。抹消後に11試合出場したウエスタン・リーグ公式戦で打率.295、10打点と好調だったことや、一軍で正右翼手が決まらなかったことから、4月21日の対北海道日本ハムファイターズ5回戦（ほっともっとフィールド神戸）で「9番・右翼手」としてスタメンで一軍に復帰。この試合で、一軍公式戦での初安打を放った。後にT-岡田が左太もも裏の肉離れで戦線を離れたことから、岡田に代わる左翼手としてレギュラーに定着。セ・パ交流戦では、5月19日の対東京ヤクルトスワローズ戦（明治神宮野球場）で、11回表に満塁の局面からの打席で走者一掃の決勝適時二塁打を放ったことによって、チームに交流戦7試合目での初勝利をもたらした。さらに、5月22日の対阪神タイガース戦（京セラドーム大阪）では、一軍公式戦での初本塁打をランディ・メッセンジャーからの満塁本塁打で記録した。新人選手による一軍公式戦での初本塁打が満塁本塁打であった事例はパ・リーグ史上9人目となり、オリックスの新人選手に限ると、阪急ブレーブス時代の1956年4月11日に投手の米田哲也が記録して以来56年ぶり。この試合の勝利で岡田彰布監督は交流戦通算100勝目となった。また、同僚の宮﨑祐樹が1番打者としてスタメンに起用された9月29日の対千葉ロッテマリーンズ戦(QVCマリンフィールド)で1回裏に一軍公式戦初本塁打を先頭打者本塁打で記録したことから、「同じチームで2人の選手が初回先頭打者本塁打と満塁本塁打によって一軍公式戦初本塁打を記録」というNPB史上3例目のチーム記録も達成した。5月27日の対広島東洋カープ戦（ほっともっとフィールド神戸）では前田健太から決勝点となる先制の適時二塁打を放ち、直近6試合で3度目のお立ち台に上がった。6月には月間打率を.140まで下げたものの、7月には.371、8月には.340と復調。7月18日のフレッシュオールスターゲーム（HARD OFF ECOスタジアム新潟）では、ウエスタン・リーグ選抜として4番・右翼手として出場。4打数3安打の活躍で優秀選手賞に選ばれた。8月18日の対ソフトバンク戦から9月4日の対千葉ロッテマリーンズ戦（京セラドーム）まで15試合連続安打を記録するとともに、9月3日の対東北楽天ゴールデンイーグルス戦（クリネックススタジアム宮城）3回表の安打で、一軍公式戦での安打数が通算100本に到達した。NPBがプロ野球ドラフト会議を導入した1965年以降に新人扱いで阪急・オリックスへ入団した野手で、入団1年目に一軍公式戦でシーズン100安打を記録した事例は、当時のチームメイトで2007年入団の大引啓次以来3人目であった。9・10月には月間打率が.176にとどまるなど大幅に調子を落としたが、シーズン全体では、一軍公式戦125試合の出場でパ・リーグの最終規定打席に到達。阪急時代の1985年に熊野輝光が樹立した新人野手としての一軍公式戦シーズン通算安打数の記録（114安打）に並んだほか、打率.266、2本塁打、6盗塁という成績を残すなど、最下位に低迷するチームにあって孤軍奮闘の働きを見せた。
2013年、4月29日の対北海道日本ハムファイターズ戦（札幌ドーム）と5月9日の対ソフトバンク戦（ほっともっとフィールド神戸））で頭部死球を受けた影響で、極度の打撃不振に陥った。6月には出場選手登録を2度抹消されたが、シーズン終盤の9月4日から一軍に復帰。一軍公式戦には74試合の出場で、前年より多い7盗塁を記録したものの、打率.244、1本塁打、16打点という成績に終わった。
2014年、一軍公式戦65試合の出場ながら、打率.288、2本塁打と復調。6盗塁を記録したほか、夏場以降の公式戦ではスタメン起用の機会が増えた。
2015年、一軍公式戦56試合に出場。一軍で初めての三塁打（2本）を記録したが、本塁打を放てず、打率も.239にとどまった。
2016年、7月31日の対埼玉西武ライオンズ戦(京セラドーム大阪)でプロ入り後初めてのサヨナラ安打を放ったが、シーズン全体では、一軍公式戦28試合の出場で打率.194と低迷した。
2017年、一軍公式戦では、18試合の出場（通算28打席）で打率.214を記録。シーズン終了後の10月28日に球団から戦力外通告を受けた。もっとも球団では、現役選手としての川端の実績や、普段の練習態度などをかねてから高く評価。このような評価を基に川端へ二軍育成コーチの就任を要請したところ、川端自身が受諾したため、現役からの引退が決まった。

### 現役引退後
2017年10月29日に、オリックスの二軍育成コーチへ就任することが、球団から正式に発表された。
2018年10月15日、本人からの申し出により同年限りで退団することが発表された。
オリックス退団後は、出身地の静岡県に在住し、野球個人レッスンの「セレソン」の講師として野球指導に当たっている。

## 選手としての特徴・人物
現役時代には、パンチ力のある打撃や、50mで最速5秒97を記録した俊足を武器に活躍した。
特技はけん玉。オリックスの選手時代には、「集中力が高まる」との理由から、リラクゼーションを兼ねてけん玉を自主トレーニングに取り入れていた。
相模原市議会議員の榎本揚助とは、高校、大学の野球部での同期でもあり、オリックス退団後の2019年4月に施行された市議会議員選挙の際には自転車遊説や2連ポスターの掲載等に協力している。

## 詳細情報

### 年度別打撃成績
| 年 度    | 球 団      | 試 合 | 打 席 | 打 数 | 得 点 | 安 打 | 二 塁 打 | 三 塁 打 | 本 塁 打 | 塁 打 | 打 点 | 盗 塁 | 盗 塁 死 | 犠 打 | 犠 飛 | 四 球 | 敬 遠 | 死 球 | 三 振 | 併 殺 打 | 打 率 | 出 塁 率 | 長 打 率 | O P S |
| -------- | ---------- | ----- | ----- | ----- | ----- | ----- | -------- | -------- | -------- | ----- | ----- | ----- | -------- | ----- | ----- | ----- | ----- | ----- | ----- | -------- | ----- | -------- | -------- | ----- |
| 2012     | オリックス | 125   | 484   | 429   | 31    | 114   | 16       | 0        | 2        | 136   | 27    | 6     | 3        | 24    | 0     | 22    | 1     | 9     | 59    | 8        | .266  | .315     | .317     | .632  |
| 2013     | オリックス | 74    | 257   | 217   | 28    | 53    | 12       | 0        | 1        | 68    | 16    | 7     | 1        | 16    | 1     | 18    | 0     | 5     | 34    | 2        | .244  | .315     | .313     | .629  |
| 2014     | オリックス | 65    | 184   | 156   | 23    | 45    | 7        | 0        | 2        | 58    | 16    | 6     | 2        | 7     | 2     | 12    | 0     | 7     | 25    | 5        | .288  | .362     | .372     | .733  |
| 2015     | オリックス | 56    | 141   | 134   | 9     | 32    | 4        | 2        | 0        | 40    | 7     | 1     | 0        | 0     | 1     | 5     | 0     | 1     | 17    | 3        | .239  | .270     | .299     | .568  |
| 2016     | オリックス | 28    | 71    | 62    | 3     | 12    | 2        | 0        | 0        | 14    | 5     | 1     | 0        | 7     | 1     | 0     | 0     | 1     | 11    | 1        | .194  | .203     | .226     | .429  |
| 2017     | オリックス | 18    | 28    | 28    | 4     | 6     | 2        | 0        | 0        | 8     | 2     | 0     | 0        | 0     | 0     | 0     | 0     | 0     | 2     | 0        | .214  | .214     | .286     | .500  |
| NPB：6年 | NPB：6年   | 366   | 1165  | 1026  | 98    | 262   | 43       | 2        | 5        | 324   | 73    | 21    | 6        | 54    | 5     | 57    | 1     | 23    | 148   | 19       | .255  | .308     | .316     | .624  |

### 年度別守備成績
| 年 度 | 球 団      | 外野  | 外野  | 外野  | 外野  | 外野  | 外野     |
| 年 度 | 球 団      | 試 合 | 刺 殺 | 補 殺 | 失 策 | 併 殺 | 守 備 率 |
| ----- | ---------- | ----- | ----- | ----- | ----- | ----- | -------- |
| 2012  | オリックス | 122   | 204   | 4     | 4     | 1     | .981     |
| 2013  | オリックス | 64    | 74    | 3     | 1     | 2     | .987     |
| 2014  | オリックス | 56    | 67    | 1     | 0     | 0     | 1.000    |
| 2015  | オリックス | 46    | 70    | 1     | 1     | 0     | .986     |
| 2016  | オリックス | 22    | 22    | 0     | 0     | 0     | 1.000    |
| 2017  | オリックス | 16    | 14    | 1     | 1     | 0     | .938     |
| 通算  | 通算       | 326   | 451   | 10    | 7     | 3     | .985     |

### 記録
- 初出場：2012年3月30日、対福岡ソフトバンクホークス1回戦（福岡Yahoo! JAPANドーム）、8回裏に右翼手として出場
- 初先発出場：2012年4月21日、対北海道日本ハムファイターズ5回戦（ほっともっとフィールド神戸）、9番・右翼手として先発出場
- 初打席：同上、2回裏に武田勝から捕邪飛
- 初安打：同上、8回裏に武田勝から遊撃内野安打
- 初打点：2012年4月26日、対東北楽天ゴールデンイーグルス6回戦（日本製紙クリネックススタジアム宮城）、2回表に美馬学から遊ゴロの間に記録
- 初本塁打：2012年5月22日、対阪神タイガース1回戦（京セラドーム大阪）、6回裏にランディ・メッセンジャーから左越決勝満塁本塁打
- 初盗塁：2012年6月14日、対横浜DeNAベイスターズ4回戦（京セラドーム大阪）、4回裏に二盗（投手：小杉陽太、捕手：鶴岡一成）

### 背番号
- 46 （2012年 - 2017年）
- 96 （2018年）